# Freecode
Freecode (fino al 2011 Freshmeat) è stato un sito internet che permetteva agli utenti di notificare il rilascio di software o di aggiornamenti di programmi, permettendo agli sviluppatori di inviare e ricevere commenti.
La maggior parte dei programmi è open source per sistemi Unix-like, ma sono anche presenti software per diversi sistemi operativi, architetture e software sotto licenza proprietaria e commerciale. Freecode è parte dell'Open Source Technology Group (OSTG), di proprietà della VA Software.
Dal 18 giugno 2014 il sito è diventato statico. Il 21 giugno Eric Steven Raymond ha proposto di creare un'alternativa libera al repository. Il suo appello ha portato alla creazione di freshcode, il cui nome deriva dall'unione dei precedenti progetti.

## Come funziona
I programmatori registrano i loro programmi e notificano gli aggiornamenti. Gli utenti cercano il programma interessato, lo scaricano e volendo possono votarlo o lasciare un commento. I programmi sono ordinati per tipo, tipologia di licenza, stato di sviluppo, numero di voti, tipologia di sistema operativo, linguaggio di programmazione e lingua di rilascio. Freshmeat mette a disposizione un server NNTP per un accesso di tipo usenet con presente un completo sistema di ricerca e notifica via email.

## Servizi
Inoltre Freecode offre un sistema di news, articoli su software Unix e gestisce un canale IRC.
Freecode mette gratuitamente a disposizione la lista dei programmi per una copia sulla propria macchina.